# Кристалл (село)
Кристалл (каз. Кристалл) — исчезнувшее село в Ескельдинском районе Жетысуской области Казахстана. Входило в состав Сырымбетовского сельского округа. Находится примерно в 16 км к востоку от посёлка Карабулак. Упразднено в 2000-е годы.

## Население
В 1989 году население села составляло 378 человек. Национальный состав: русские — 58%, казахи - 22%. По данным переписи 1999 года, в селе проживало 44 человека (19 мужчин и 25 женщин).